# Mũ vỏ dưa
Mũ vỏ dưa (chữ Hán: 瓜皮帽; bính âm: guā pí mào; Hán-Việt: Qua bì mạo; tiếng Mông Cổ: Тоорцог) là một loại mũ của nam giới được sử dụng rộng rãi vào thời nhà Minh, nhà Thanh và Dân quốc. Đây là loại mũ đặc trưng trong trang phục người Mãn Châu và trang phục người Mông Cổ. Vào thời nhà Thanh, kiểu phối hợp trang phục mũ vỏ dưa cùng với trường sam và mã quái rất thịnh hành.

## Nguồn gốc tên gọi

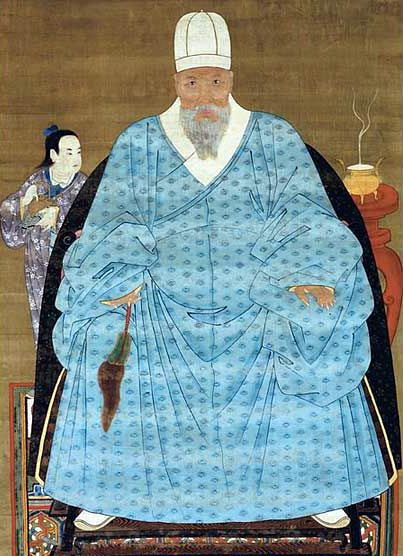
Lục hợp mạo thời Minh.

## Đặc điểm

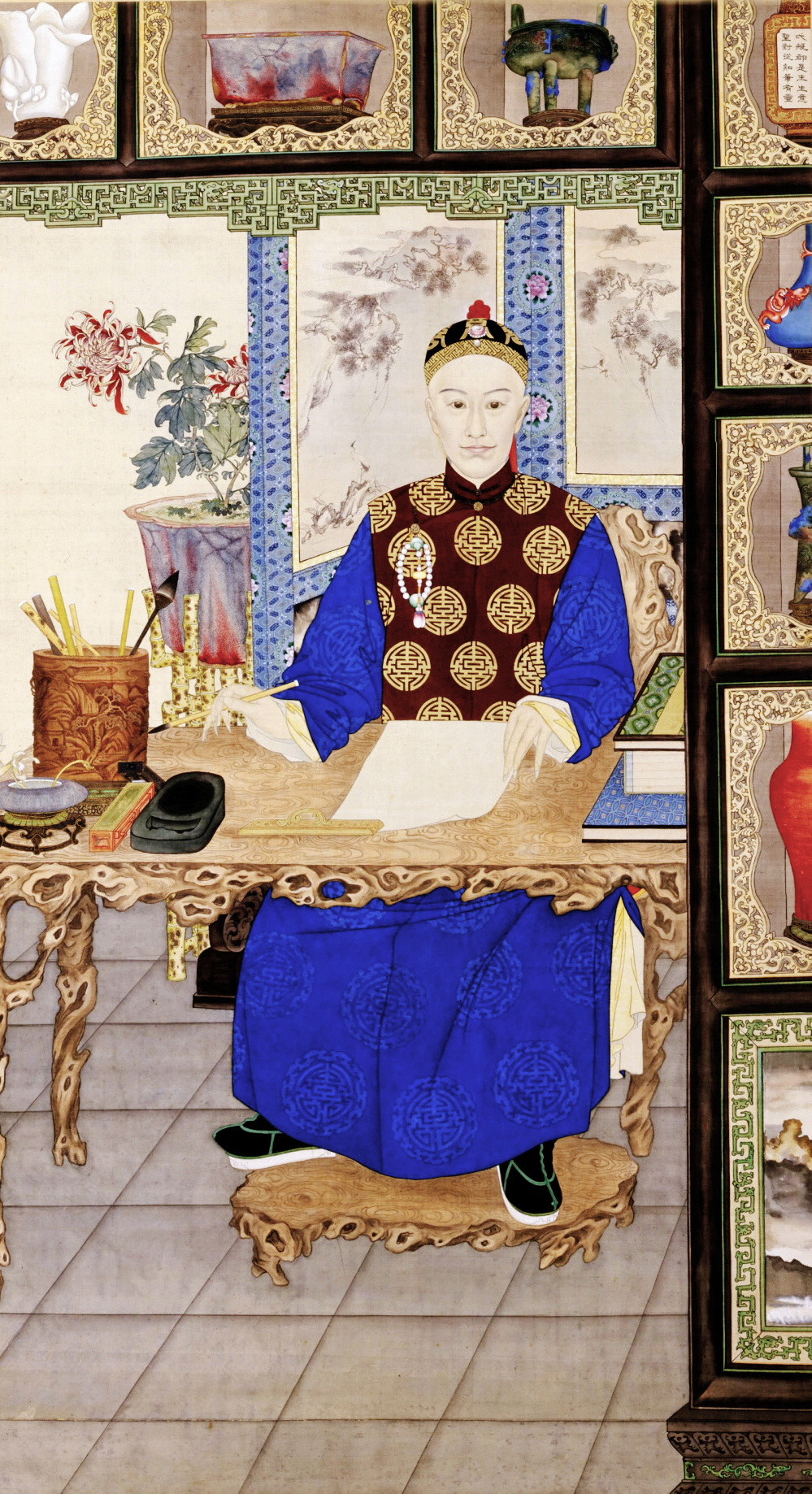
Hoàng đế Quang Tự đội mũ vỏ dưa.